# Siegestor
Ne pas confondre avec la Siegestor en Autriche.
La Siegestor (littéralement porte de la victoire) est un arc de triomphe qui se trouve à Munich en Allemagne.
Il se trouve entre l'université et la Ohmstraße, au croisement de la Leopoldstraße et de la Ludwigstraße. Elle sert de frontière entre les secteurs de Maxvorstadt et de Schwabing et fait pendant à la Feldherrnhalle qui se trouve un kilomètre au sud.

## Histoire
Cet arc de triomphe a été commandé par le roi Louis Ier de Bavière en 1840 à son architecte Friedrich von Gärtner sur le modèle de l'arc de Constantin à Rome et terminé en 1852. Le quadrige du sommet a été fondu par Martin Wagner. Il est dédié originellement à la gloire des armées bavaroises (dem bayerischen Heere zum Ruhme). Sur les reliefs, on trouve des scènes de luttes et de batailles. Des médaillons contiennent les représentations symboliques des différentes circonscriptions bavaroises :
- Haute-Bavière : un élevage dans les Alpes;
- Haute et Moyenne-Franconie : l'artisanat et l'élevage
- Basse-Franconie : le vignoble, les céréales et la navigation
- Palatinat : le vignoble et la pêche
- Haut-Palatinat : le travail manuel
- Souabe : le tissage

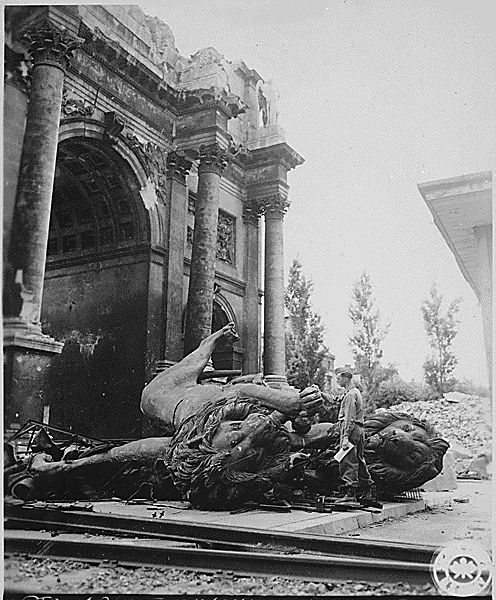
La Siegestor en 1945

Après avoir été largement endommagé pendant la Seconde Guerre mondiale, il n'a été que partiellement reconstruit et restauré. Une inscription sur l'arrière du monument a été ajoutée par Wilhelm Hausenstein et dit « Dem Sieg geweiht, vom Krieg zerstört, zum Frieden mahnend » (dédié à la victoire, détruit par la guerre et rappel de paix). Ces dernières années, les statues restantes ont été méticuleusement nettoyées et restaurées.

## Architecture
Les colonnes qui sont placées sur des chapiteaux, soulignent l'organisation verticale claire.